# Амид никеля(II)
Амид никеля(II) — неорганическое соединение,
производное аммиака
с формулой Ni(NH2)2,
красные кристаллы,
реагирует с водой.

## Получение
- Реакция тиоцианата никеля и амида калия, растворённого в жидком аммиаке:

{\displaystyle {\mathsf {Ni(SCN)_{2}+2KNH_{2}\ {\xrightarrow {}}\ Ni(NH_{2})_{2}\downarrow +2KSCN}}}

## Физические свойства
Амид никеля(II) образует красные кристаллы
кубической сингонии,
пространственная группа P m3,
параметры ячейки a = 1,0825 нм, Z = 18
.
Не растворяется в жидком аммиаке.

## Химические свойства
- Реагирует с водой:

{\displaystyle {\mathsf {Ni(NH_{2})_{2}+2H_{2}O\ {\xrightarrow {}}\ Ni(OH)_{2}+2NH_{3}\uparrow }}}
- Разлагается при нагревании:

{\displaystyle {\mathsf {3Ni(NH_{2})_{2}\ {\xrightarrow {120^{o}C}}\ Ni_{3}N_{2}+4NH_{3}\uparrow }}}

## Применение
- Применяется при синтезе динитрида триникеля.